# Rassemblement Démocratique Africain
Die Afrikanische Demokratische Sammlung (RDA, französisch Rassemblement Démocratique Africain) war eine Partei in Französisch-Westafrika und Französisch-Äquatorialafrika.

## Vorgeschichte
Nach dem Zweiten Weltkrieg wurde in Frankreich eine neue Verfassung für die IV. Republik ausgearbeitet. Dabei sollten erstmals alle Überseebesitzungen im Rahmen der Union française in der Nationalversammlung und im Senat vertreten sein. Die afrikanischen Besitzungen entsandten dabei eigene Vertreter in die beiden verfassunggebenden Versammlungen, die im November 1945 bzw. Juni 1946 gewählt wurden.
Der erste Verfassungsentwurf, der den Forderungen der afrikanischen Politiker entgegenkam, wurde in einem Referendum verworfen, der zweite, der am 17. Oktober 1946 nach einem weiteren Referendum in Kraft trat, sah weniger Mitsprache für die Kolonien vor.

## Gründung
Eine Reaktion darauf war im Oktober 1946 ein Treffen in Bamako im damaligen französischen Sudan, bei dem die RDA als Sammlungsbewegung der afrikanischen Territorien Frankreichs gegründet wurde. Präsident wurde Félix Houphouët (später Houphouët-Boigny), der in den Folgejahren trotz Spannungen innerhalb der Bewegung stets bestätigt wurde.
In den verschiedenen Territorien wurden einzelne Landesverbände gegründet, je nach politischer Interessenlage schlossen sich Gruppierungen dem Dachverband RDA an oder verließen ihn wieder.
Die RDA arbeitete zunächst mit der kommunistischen Partei Frankreichs zusammen, weniger aus ideologischen Gründen, sondern weil die KPF den Forderungen der Afrikaner am meisten entgegenkam. Nach dem Ausscheiden der KPF aus der französischen Regierung geriet die RDA unter Druck der Behörden und orientierte sich in der Folgezeit an gemäßigten Parteien der IV. Republik. Im Oktober 1950 erklärte Houphouët-Boigny die Zusammenarbeit mit der KPF für beendet. Anschließend bildeten die Abgeordneten des RDA in der französischen Nationalversammlung eine Fraktionsgemeinschaft mit der Union démocratique et socialiste de la Résistance (UDSR).

## Nichtteilnehmer
Wegen der Zusammenarbeit zwischen RDA und KPF lehnte Léopold Sédar Senghor aus dem Senegal auf Bitten seiner Parteifreunde von der sozialistischen SFIO die Teilnahme ab. Der Senegal mit Dakar, der Hauptstadt Französisch-Westafrikas, blieb der RDA so weitgehend verschlossen. Ansonsten dominierte die RDA das politische Geschehen und stellte die meisten afrikanischen Abgeordneten in Paris sowie in den jeweiligen Territorialversammlungen.

## Ende
Hauptstreitpunkt zwischen den einzelnen Kolonien bzw. ihren Repräsentanten war die Frage, ob die Gebiete die Unabhängigkeit jedes für sich anstreben sollten oder als geeinte Föderation. Wohlhabende Gebiete wie die Elfenbeinküste oder Gabun lehnten eine Föderation eher ab, die ärmeren Länder hätten eine solche Lösung vorgezogen.
Ein weiterer Streitpunkt war die Frage der Beziehungen zu Frankreich während des Referendums über die Verfassung der V. Republik. Während Guinea unter Sékou Touré die Verfassung ablehnte und so am 2. Oktober 1958 unabhängig wurde stimmten alle übrigen Gebiete mit Ja und damit für den Verbleib bei Frankreich.
Mit der Unabhängigkeit der anderen Gebiete im Laufe des Jahres 1960 verlor die RDA ihre Bedeutung als gemeinsame Interessenvertretung. Die einzelnen Mitgliedsparteien blieben erhalten und wurden in ihren jeweiligen Ländern meist zu Einheitsparteien.

## Prominente Mitglieder
- Justin Ahomadégbé, Sourou-Migan Apithy und Hubert Maga aus Dahomey
- Félix Houphouët-Boigny aus der Elfenbeinküste
- Hamani Diori aus dem Niger
- Modibo Keïta aus dem französischen Sudan
- Léon M’ba aus Gabun
- Cheikh Anta Diop aus Senegal
- Ahmed Sékou Touré aus Guinea
- Maurice Yaméogo aus Obervolta
- Fulbert Youlou aus Kongo-Brazzaville